# Borgmestergården (Den Gamle By)
 For andre borgmestergårde, se Borgmestergården. (Se også artikler, som begynder med Borgmestergården)
Borgmestergaarden er en fredet bindingsværksbygning, som står i frilandsmuseet Den Gamle By i Aarhus. Den blev oprindeligt opført i 1597 som købmandsgård. I de efterfølgende århundreder tilhørte den skiftende købmænd fra byen. Flere af disse var samtidig borgmestre, hvorfra den har fået navnet. Det er Danmarks bedst bevarede købmandsgård fra renæssancen.
Købmandsgården "Den gamle Borgmestergård" lå oprindelig på hjørnet af Immervad og Lille Torv i Aarhus, men skolelærer og lokalhistoriker Peter Holm, der blev opmærksom på, at skulle nedrives. Holm fik udvirket, at gården blev genopført som udstillingsbygning ved Landsudstillingen i Aarhus i 1909, hvor den blev rekonstrueret som den havde set ud ved opførelsen i 1597. Efter udstillingen, hvor den blev besøgt af 100.000 gæster, lykkedes det Holm at skaffe midler til at få genopført gården permanent på en grund som kommunen stillede til rådighed, og den blev derved den første bygning i Den Gamle By.